# Hannu Taipale
Hannu Taipale, född 22 juni 1940 i Vetil (Finland), är en finländsk före detta längdåkare som tävlade under 1960-talet.